# Leo Schöngruber
Leo Schöngruber (* 1928 in Munderfing; † 2. September 2014 in Braunau) war österreichischer Architekt, Maler und Zeichner.

## Leben und Wirken
Nach der Matura am Humanistischen Gymnasium in Salzburg im Jahr 1947 studierte er Architektur an der Technischen Hochschule Wien, wo er 1956 als Diplomingenieur graduierte. Bereit 1954 wurde er in die CIAM (Congrès International d’Architecture Moderne) aufgenommen und nahm am 9. Kongress in Aix-en-Provence teil.
Nach der fünfjährigen Praxis in einem Architekturbüro und bei einer Baufirma legte er die Ziviltechnikerprüfung ab, und 1962 wurde ihm die Berufsbefugnis als Architekt erteilt. Von 1964 bis 1972 betrieb er gemeinsam mit Gerhard Hanappi ein Büro in Wien und übersiedelte 1972 nach Braunau am Inn, wo er bis 1998 als freischaffender Architekt tätig war.
Ab 1978 gehörte er als Gildenmeister der Innviertler Künstlergilde und dem Malkreis Braunau an. In seiner Freizeit beschäftigte er sich mit Malerei und Zeichnen. Die Malweise war vielfältig und reichte von der naturalistischen Darstellung von Blumen oder Gebäuden über die expressionistische Verfremdung bis hin zu abstrakten Farbkompositionen.

## Entwürfe für Bauwerke (Auswahl, tlw. realisiert)
Schöngruber hat im Laufe seines Berufslebens zahlreiche Bauten geplant und meist auch realisiert, wie zum Beispiel Wohngebäude, Schulen und Kindergärten, Büro- und Amtsgebäude, Industrie- und Gewerbebauten, Alten- und Pflegeheime, Banken, Feuerwehrhäuser und Sportbauten.
- Weststadion Wien (Gerhard-Hanappi-Stadion) (Entwurf)
- Wohnbauten in Braunau
- Fabrikgebäude in Braunau, Inn Crystal Glass
- Alten- und Pflegeheime in Braunau, Mattighofen,
- Aufbahrungs- und Aussegnungshalle in Ried im Innkreis
- Turnhalle in Schalchen
- Bundesgymnasium und Bundesrealgymnasium, Braunau

## Ausstellungen
- Konkretes und Abstraktes, Einzelausstellung im Bezirksmuseum Herzogsburg, Braunau, (2008)
- Ausstellungsbeteiligungen unter anderem bei

- Kunst im Turm, Weihnachtsausstellung der Innviertler Künstlergilde, Braunau

## Auszeichnungen
- Goldenes Ingenieurdiplom der Technischen Universität Wien (2011)[2]